# 武蔵大学の人物一覧
武蔵大学の人物一覧（むさしだいがくのじんぶついちらん）は、武蔵大学と前身の旧制武蔵高等学校に関係する人物の一覧記事。

## 歴代校長・学園長
括弧内は在任した年を示す
前身の旧制武蔵高等学校歴代校長
- 一木喜徳郎 - （1922 - 1925） 文部大臣、内務大臣、宮内大臣、枢密院議長などを歴任
- 山川健次郎 - （1926 - 1930） 物理学者、元東京帝国大学総長

武蔵学園歴代学園長
- 吉野信次 - （1956 - 1964） 商工官僚、貴族院議員、参議院議員、商工大臣、運輸大臣、愛知県知事などを歴任
- 正田建次郎 - （1965 - 1976） 数学者、元大阪大学総長
- 太田博太郎 - （1977 - 1989） 工学者、東京大学教授、九州芸術工科大学学長を歴任
- 植村泰忠 - （1990 - 1999） 物理学者、東京大学教授、東京理科大学教授を歴任
- 田中郁三 - （1999 - 2005） 化学者、元東京工業大学学長
- 有馬朗人 - （2005 - 現在） 物理学者、東京大学総長、文部大臣、参議院議員を歴任

## 著名教員

### 経済学部
- 神林龍 - 経済学科教授
- 釣雅雄 - 経済学科教授
- 高橋徳行 - 経営学科教授

### 人文学部
- 北村紗衣 - 英語英米文化学科教授
- 香川檀 - ヨーロッパ文化学科教授
- 小森謙一郎 - ヨーロッパ文化学科教授
- 平野千果子 - ヨーロッパ文化学科教授
- 丸山伸彦 - 日本・東アジア文化学科教授
- 桃崎有一郎 - 日本・東アジア文化学科教授

### 社会学部
- 千田有紀 - 社会学科教授
- 人見泰弘 - 社会学科教授
- アンジェロ・イシ - メディア社会学科教授
- 庄司昌彦 - メディア社会学科教授
- 永田浩三 - メディア社会学科教授
- 南田勝也 - メディア社会学科教授
- 市川衛 - メディア社会学科准教授

### 教職課程
- 大内裕和 - 教授

## 元教員

### 経済学部
- 安達智彦 - 金融学科教授（インベストメント論）
- 黒坂佳央 - 金融学科教授（マクロ経済学）
- 清水敦 - 学長（2010年 - )、経済学科教授（経済学史・経済理論）
- 小野善康 (経済学者) - 専任講師
- 小林英夫 (経営学者) - 非常勤講師
- 近藤康男 (農業経済学者) - 教授
- 佐藤進 (経済学者) - 教授
- 柴垣和夫 - 名誉教授
- 鈴木武雄 - 教授、学長
- 高山憲之 - 専任講師
- 西山忠範 - 経済学部長

### 人文学部
- 宮崎雄行 - 専任講師、助教授（1964年 - ）、人文学部欧米文化学科助教授（1969年 -）
- 山川隆一 - 専任講師
- 平林和幸 - ヨーロッパ文化学科教授（フランス近現代史学）
- 朝海和夫 - 客員教授
- 阿部賢一 (東欧文学者) - 専任講師、2008年准教授
- 伊東貴之 - 助教授、教授
- 上野景福 - 教授
- 川村大 - 講師、助教授
- 栗原彬 -講師
- 黒澤英典 - 教授
- 高津春繁 - 教授、人文学部長（初代）
- 杉田弘子 (哲学者) - 名誉教授
- 鳥居邦朗 - 助教授
- 西原和久 - 教授
- 新田春夫 - 教授、特任教授
- 平井正穂 - 教授
- 平石貴樹 - 助教授
- 福田秀一 - 助教授
- 藤村正之 - 講師、助教授
- 古橋信孝 - 名誉教授
- 宮本袈裟雄 - 教授
- 山口香 - 助教授、教授
- 村山絵美 - 准教授

### 社会学部
- 白水繁彦 - 名誉教授
- 小玉美意子 - 名誉教授（メディア・リテラシー研究）

## 著名な出身者

### 研究
- 桜井毅 - 経済学者、マルクス経済学研究者、武蔵大学元学長
- 篠塚英子 - 人事院人事官、お茶の水女子大学名誉教授、瑞宝重光章
- 林淑美 - 日本近代文学研究者
- 平林和幸 - フランス文学者、美学者
- 斎藤静樹 - 東京大学名誉教授、明治学院大学名誉教授、前企業会計基準委員会委員長
- 金井一賴 - 大阪大学名誉教授、青森大学学長
- 大谷毅 - 信州大学名誉教授
- 熊谷重勝 - 立教大学名誉教授
- 向山巌 - 武蔵大学名誉教授、北海道武蔵女子短期大学理事
- 河野銀子 - 九州大学男女共同参画推進室教授
- 池田賢市 - 中央大学文学部教授
- 橋本到 - 法政大学経済学部教授
- 谷岡理香 - 東海大学文学部広報メディア学科教授、元フリーアナウンサー
- 山本孝則 - 大東文化大学環境創造学部教授、同学部創設者
- 江藤茂博 - 二松學舍大学学長、前十文字学園女子大学社会情報学部教授
- 村山絵美 - 武蔵大学人文学部准教授
- 夏苅佐宜 - 高崎経済大学経済学部准教授
- 藤沼司 - 青森公立大学経営経済学部准教授
- 角田哲哉 - 放送大学准教授
- 大山朝子 - 鹿児島国際大学福祉社会学部准教授
- 田中俊之 - 大正大学心理社会学部准教授、男性学者、キャリア教育論
- 篠塚徹 - 拓殖大学北海道短期大学学長、元国際協力銀行理事
- 高木明郎 - 国際短期大学学長
- 中村たかを - 国立民族学博物館名誉教授
- 市川喜紀 - 岩手県立大学理事長、元日本銀行考査役、元北日本銀行専務取締役
- 朝倉敏夫 - 国立民族学博物館名誉教授、立命館大学経済学部教授
- 赤川彰彦 - 三菱総合研究所客員研究員
- 樋口浩義 - 元岩手県立盛岡短期大学助教授、元水戸短期大学教授、日本ベーシックインカム学会会長（2018年 - ）

### 政界
- 津島恭一 - 元衆議院議員 、野田内閣（野田第1次改造内閣・野田第2次改造内閣）国土交通大臣政務官、太宰治の姪孫
- 高橋英明 - 衆議院議員
- 黒須隆一 - 東京都元八王子市長、元八王子市議会議員、元東京都議会議員、台湾高雄市名誉市民
- 五十嵐忠悦 - 秋田県元横手市長
- 佐藤聖一郎 - 北海道仁木町長
- 渡辺照子 - 練馬区議会議員（中退）

### 経済
- 間部耕苹 - 元日本テレビ代表取締役社長、元日テレ・グループ・ホールディングス代表取締役会長、元デジタル放送推進協会理事長
- 神戸文彦 - 日本テレビ放送網エグゼクティブプロデューサー
- 根津嘉一郎 (2代目) - 元東武鉄道社長
- 大堀弘 - 元共同石油社長、元経済企画事務次官、元電源開発総裁
- 佐波正一 - 元東芝社長
- 景山二郎 - 元関東管区警察局長、元全日本剣道連盟会長
- 吉野俊彦 - 元日銀理事、森鷗外研究家
- 近藤道生 - 元博報堂社長、元国税庁長官
- 木谷高明 - ブシロード創業者・代表取締役社長、ナカ企画代表取締役社長、元新日本プロレスリング株式会社取締役会長、ブロッコリー創業者
- 赤井士郎 - 三井ホーム代表取締役社長、藍綬褒章
- 岩城哲哉 - 元ユナイテッドアローズ代表取締役社長
- 岩瀬豊 - 東武タワースカイツリー代表取締役会長兼社長、東武百貨店代表取締役社長
- 工東正彦 - ハウス食品代表取締役社長
- 白戸健嗣 - 東芝ライフスタイル代表取締役社長
- 隼田洋 - 三愛オブリ代表取締役社長
- 坂巻伸昭 - 東武トップツアーズ代表取締役社長、元東武トラベル代表取締役社長、日本旅行業協会会長
- 鈴木道明 - 元東武タワースカイツリー代表取締役社長
- 酒見重範 - 東武タワースカイツリー代表取締役社長、元東武ホテルマネジメント代表取締役社長
- 田中保昭 - 大和重工代表取締役社長
- 岩崎幸次郎 - リーガルコーポレーション代表取締役社長
- 松田孝 - 元日清キョーリン製薬代表取締役社長
- 石橋康哉 - クラシエホールディングス代表取締役社長
- 網倉正己 - 日本橋菓房代表取締役社長
- 坂本健 - ローソンエンタテインメント取締役会長
- 広瀬敏男 - 富士通Japan代表取締役社長
- 黒川文雄 - デックスエンタテインメント代表取締役社長、元ブシロード副社長、フリーランス
- 吉田俊雄 - 元日本バイリーン代表取締役社長
- 青柳一彦 - 兼松日産農林株式会社代表取締役社長
- 川村八郎 - マックス代表取締役社長CEO
- 入江教夫 - オリエンタルランド取締役副社長
- 松島庸 - クレイフィッシュ（現・e-まちタウン）設立者（中退）
- 島﨑知格 - エフオン代表取締役社長

### 医学
- 宮崎秀樹 - 外科医、日本医師会副会長、元参議院議員、元自由民主党副幹事長
- 井上令一 - 精神科医、順天堂大学名誉教授

### 文学
- 豊田有恒 - 作家、島根県立大学名誉教授
- 風間賢二 - 英米文学翻訳家
- 中井紀夫 - SF作家
- 三上延 - 小説家
- 横関大 - ミステリー作家、江戸川乱歩賞
- 殿谷みな子 - 作家
- 中里融司 - 小説家、漫画家
- 雪朱里 - フリーライター、編集者
- 小野島大 - 音楽評論家、ライター、翻訳家
- 寺島優 - 漫画原作者、脚本家
- 猪原賽 - 漫画原作者、元漫画家

### 芸術
- 渡辺岳夫 - 作曲家、音楽家、詩人
- 山下多恵子 - イラストレーター
- 前田ムサシ - 漫画家
- 高柳恋 - 作詞家（中退）
- 糸井裕構 - 建築家
- 長島有里枝 - 写真家
- 高橋利光 - ミュージシャン、編曲家、レコーディングディレクター（クレイジーケンバンド）

### 芸能
- 鈴木ヒロミツ - 歌手、俳優、元モップス（The Mops）（中退）
- 久富惟晴 - 俳優、声優
- 三遊亭好の助 - 落語家
- 一龍斎貞鏡 - 講談師
- 神田伯山 - 講談師
- 風雅なおと - 歌手
- 東野佑美 - 歌手
- 坂田美子 - 琵琶奏者、歌手
- おおたか静流 - ミュージシャン
- 五十嵐公太 - ミュージシャン、元JUDY AND MARYドラマー
- 仲川慎之介 - 時速36kmボーカル、ギタリスト
- オギノテツ - 時速36kmベース、スロート
- 松本ヒデアキ - 時速36kmドラマー、コーラス
- 石井"ウィル"開 - 時速36kmギタリスト、コーラス
- ジャンク フジヤマ - シンガーソングライター、ギタリスト
- 神谷洵平 - ドラマー、ソングライター
- 森川欣信 - 音楽プロデューサー、オフィスオーガスタ代表取締役
- 福田賢仁 - ダンサー、振付師
- 一條俊 - 俳優
- 山科薫 - 俳優、ピンク映画監督、AV監督、小説家
- 中川陽介 - 映画監督
- 長嶺高文 - 映画監督
- 落合隆治 - お笑いタレント
- 平田俊之 - お笑いタレント（中退）
- MIO - 女優、モデル
- 石崎真理 - 女優、モデル、司会者、リポーター
- 伊藤奈月 - モデル
- 天川紗織 - ファッションモデル、女優、2000年ミス日本
- 大槻啓之 - 作曲家、編曲家、ギタリスト
- エドボル - 構成作家、作詞家（中退）
- 石山蓮華 - 著作家、女優、電線愛好家(社会学部メディア社会学科)

### 宗教
- 平岩浩二 - 霊能団体・新宗教団体代表

### 生活
- 内海正人 - 社会保険労務士、人事コンサルタント

### マスコミ
- 高須沙知子 - フリーアナウンサー、元NHK静岡放送局キャスター
- 村松真貴子 - フリーアナウンサー
- 雫石将克 - フリーアナウンサー
- 中山美香 - フリーアナウンサー、元テレビ愛知アナウンサー
- 橋本邦彦 - フリーアナウンサー、元琉球放送アナウンサー
- 外山麻衣 - 元フリーアナウンサー
- 田口彩夏 - 北海道テレビ放送アナウンサー
- 竹鼻純 - ミヤギテレビアナウンサー
- 浮ヶ谷美穂 - ミヤギテレビアナウンサー
- 荒井律 - 元福島テレビアナウンサー
- 橋本和芳 - タウン情報誌編集者、元北陸朝日放送アナウンサー
- 和田あい - 元中部日本放送アナウンサー
- 塩見祐子 - KBS京都アナウンサー
- 坂泰知 - 読売テレビプロデューサー、元読売テレビアナウンサー
- 井川弘宜 - 山口朝日放送アナウンサー
- 大野済也 - NHKアナウンサー
- 渡辺誠弥 - 元NHKアナウンサー
- 志摩悦二郎 - 元NHKチーフアナウンサー
- 斎藤弘美 - 元アナウンサー
- 東海林克江 - 気象予報士、フリーアナウンサー
- 紺谷充彦 - 記者、フリーライター
- 岩崎博充 - ジャーナリスト
- 長谷川晴彦 - テレビドラマ・映画プロデューサー
- Mr.バニー - フリーテレビディレクター、ローカルタレント

### スポーツ
- 上園啓史 - 元プロ野球選手（阪神タイガース - 東北楽天ゴールデンイーグルス）2007年セントラル・リーグ新人王
- 丸山泰嗣 - 元プロ野球選手（千葉ロッテマリーンズ - 東京ヤクルトスワローズ）
- 小野剛 - 元プロ野球選手（読売ジャイアンツ - 西武ライオンズ）
- 伊東亮大 - 元プロ野球選手（東北楽天ゴールデンイーグルス）
- 平野進也 - 元プロ野球選手（新潟アルビレックスBC）
- 田中碧 - 元女子プロ野球選手
- 太田哲也 - レーシングドライバー、モータージャーナリスト
- 稲葉洸太郎 - フットサル選手
- 須賀雄大 - フットサル選手
- 中野吉之伴 - サッカー指導者
- 榎本日出夫 - バスケットボール指導者
- 宗政潤一郎 - サッカー協会会長、サッカー解説者、コメンテーター、元サッカー選手、サッカー指導者

## 前身の旧制武蔵高等学校(現武蔵大学１､２年）出身者
- 黒金泰美 - 元参議院議員、池田内閣の官房長官
- 宮澤喜一 - 元衆議院議員、内閣総理大臣、蔵相、外相、官房長官、経企庁長官を歴任
- 下条進一郎 - 元参議院議員、海部内閣の厚生大臣、元国税庁次長
- 宮澤弘 - 元参議院議員、村山内閣の法務大臣、元自治省事務次官
- 永井道雄 - 三木内閣の文部大臣、元東京工業大学教授、教育学者
- 恒松制治 - 元島根県知事、元獨協大学学長
- 松前達郎 - 元参議院議員、元東海大学理事長兼総長
- 有馬朗人 - 元参議院議員、現武蔵学園長、小渕内閣の文部大臣、第24代東京大学総長、物理学者、俳人、文化勲章
- 唐沢俊二郎 - 元衆議院議員、中曽根内閣の郵政大臣
- 梅沢浜夫 - 東京大学名誉教授、学士院賞
- 太田博太郎 - 東京大学名誉教授、元武蔵学園長
- 内田祥哉 - 東京大学名誉教授、日本建築学会会長
- 高橋秀俊 - 東京大学名誉教授、文化功労者
- 植村泰忠 - 東京大学名誉教授、元武蔵学園長
- 南原實 - 東京大学名誉教授
- 碧海純一 - 東京大学名誉教授
- 高野雄一 - 東京大学名誉教授
- 早川幸男 - 名古屋大学名誉教授・元学長
- 松坂和夫 - 一橋大学名誉教授
- 島津一郎 - 一橋大学名誉教授
- 田中郁三 - 東京工業大学名誉教授・元学長、元国立大学協会長、元武蔵学園理事長、文化功労者、紫綬褒章
- 上田誠也 - 東京大学名誉教授
- 丸山工作 - 千葉大学名誉教授・元学長、元大学入試センター所長、瑞宝重光章、紫綬褒章
- 玉河恒夫 - イェール大学名誉教授
- 岩澤健吉 - プリンストン大学名誉教授、コール賞
- 井上信也 - ペンシルバニア大学名誉教授
- 塚谷晃弘 - 作曲家、國學院大學名誉教授、
- 磯野誠一 - 東京教育大学名誉教授
- 平井信義 - 大妻女子大学名誉教授
- 桜井毅 - 武蔵大学名誉教授、元学長
- 井上勝也 - 千葉大学名誉教授
- 青山太郎 - 九州大学名誉教授
- 戸田盛和 - 東京教育大学名誉教授
- 平井聖 - 東京工業大学名誉教授、元昭和女子大学学長
- 関楠生 - 東京大学名誉教授、獨協大学名誉教授
- 水島恵一 - 元文教大学学長
- 正田彬 - 慶応義塾大学名誉教授
- 久保正幡 - 東京大学名誉教授
- 滋賀秀三 - 東京大学名誉教授
- 久保田淳 - 東京大学名誉教授
- 岡本舜三 - 東京大学名誉教授、埼玉大学学長
- 渡辺正雄 - 東京大学名誉教授
- 星埜禎男 - 東京大学名誉教授
- 林友直 - 東京大学名誉教授
- 飯沢匡 - 劇作家、演出家
- 宇野利泰 - 翻訳家